# Mark Kelly (claviériste)
Pour les articles homonymes, voir Mark Kelly.
Mark Kelly, né le 9 avril 1961 à Dublin, est un claviériste irlandais. Il fait partie du groupe Marillion depuis 1981. 

## Biographie
Il a grandi à Dublin en Irlande jusqu'à ce qu'il déménage en Angleterre avec ses parents en 1969. Il commence sa carrière musicale dans le groupe rock psychédélique Chemical Alice, avec lequel il réalisera un E.P, Curioser And Curioser, en 1981. Doté d'une bonne technique et d'un sens aigu de la composition, il participe à la renommée locale du groupe.
Cette reconnaissance va, en 1981, lui permettre de rejoindre le groupe Marillion, à la recherche d'un claviériste, après le départ de Brian Jelliman. Il participera dès lors à tous les enregistrements du groupe. Il est également apparu aux claviers sur l'album Under the Red and White Sky (1994) du chanteur anglais John Wesley, ainsi que sur Myth of Independence (1995) du groupe Jump aux claviers et à la production. En 2005, il participe au festival de l'île de Wight, en compagnie du groupe Travis. Il est également directeur de la Featured Artists’ Coalition. 
En 2020, il publie l'album Mark Kelly's Marathon du groupe homonyme, formé en 2018 outre Mark lui-même aux claviers, de Conal Kelly à la guitare et à la basse, de Pete 'Woody' Wood et John Cordy aussi à la guitare, Henry Rogers à la batterie, Oliver M Smith au chant et aux percussions et Guy Vickers aux textes des chansons. Un deuxième album est presque prêt, avec un certain nombre de titres déjà en état d'achèvement avancé depuis les séances de confinement. Kelly a suggéré que le groupe aimerait jouer live, peut-être en première partie de Marillion.

## Style
Mark Kelly a créé le son propre au rock néo-progressif, c'est-à-dire des compositions délaissant les « nappes » de claviers du rock progressif, préférant une approche plus rythmée et plus incisive. D'origine irlandaise, son style dénote parfois une certaine influence celtique.

## Matériel

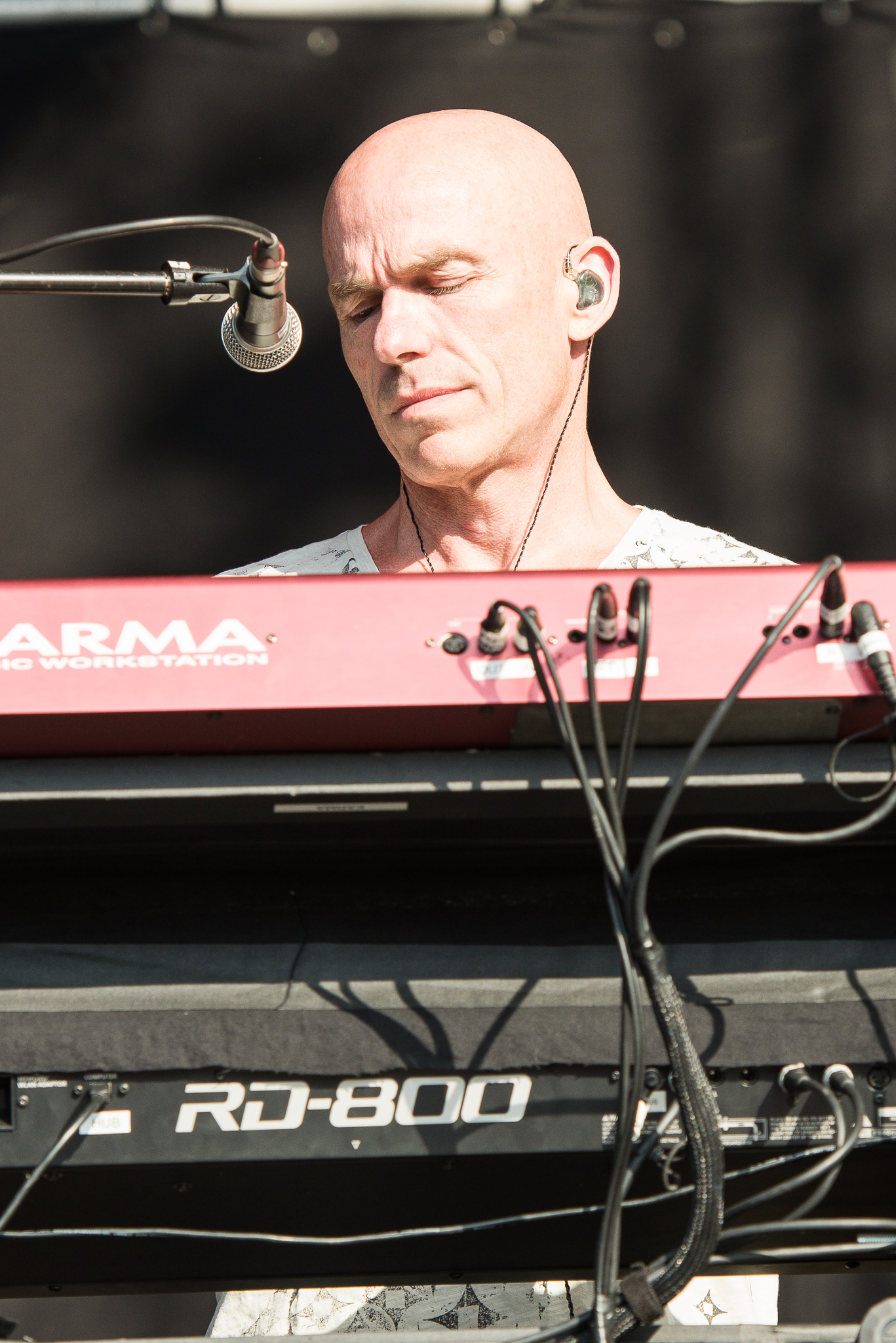
Mark Kelly en 2009

À ses débuts, il utilisait un orgue Farfisa, un Yamaha CS15 monophonique et un Mellotron, ainsi qu'un Hammond C3, et un Minimoog caractéristique dans les solos. Après l'arrêt de fabrication du Minimoog, il utilisait parfois un Sequential Circuits Pro-One, et a ajouté un Roland Jupiter-8 à ses claviers. Pendant l'enregistrement du premier album de Marillion Script for a Jester's Tear en 1983, il a intégré un échantillonneur E-mu Emulator, puis un PPG Wave 2.2. Par la suite il a remplacé son DX7 par un expandeur TX7, et son Roland Juno-106 par un Roland D-50. À partir de 1995 il a utilisé des instruments VST.

## Discographie

### Chemical Alice
- Curioser and Curioser (E.P - 1981)
- Mark Kelly's Marathon (CD+DVD 2020)

### Marillion
- Ensemble de la discographie de Marillion.

### Collaborations
- Under the Red and White Sky de John Wesley (1994)
- Myth of Independence de Jump (1995)
- In The Last Waking Moments... de Edison's Children (2011) - Ian Mosley à la batterie et Steve Hogarth aux chœurs.
- The Source d'Ayreon (2017) - Solo synthé sur The Dream Dissolves.

### Mark Kelly's Marathon
- 2020 : Mark Kelly's Marathon